# بروکلین، شهرستان کافی، آلاباما
بروکلین (به انگلیسی: Brooklyn) یک منطقهٔ مسکونی در ایالات متحده آمریکا است که در شهرستان کافی، آلاباما واقع شده‌است. بروکلین ۹۳٫۸۸ متر بالاتر از سطح دریا واقع شده‌است.